# Gmach Sądu Apelacyjnego przy alei Korfantego w Katowicach
Gmach Sądu Apelacyjnego przy alei Wojciecha Korfantego w Katowicach – zabytkowy budynek administracyjny, zlokalizowany w katowickiej dzielnicy Wełnowiec-Józefowiec, przy alei Wojciecha Korfantego 117/119. Jest to gmach powstały około 1905 roku w stylu neoklasycystycznym na potrzeby administracyjne spółki Hohenlohe Werke, natomiast od 1990 roku stanowi siedzibę Sądu Apelacyjnego w Katowicach.

## Opis

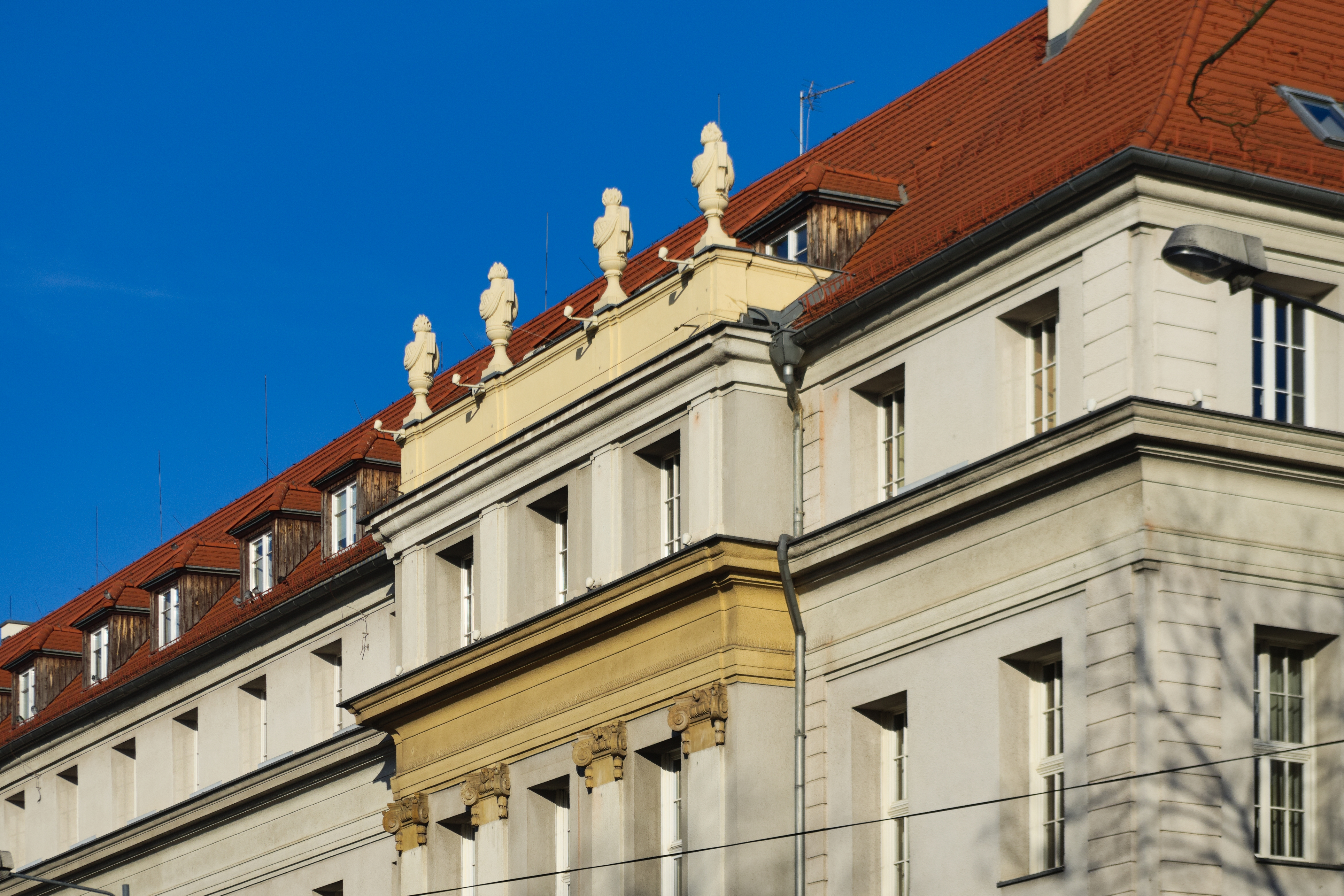
Attyka z imitacją pucharów nad jednym z ryzalitów gmachu (2024)

Budynek posiada cechy stylu neoklasycystycznego z elementami wczesnego modernizmu. Autorem projektu budynku jest Hermann Dernburg z Berlina. Jest to gmach pięciokondygnacyjny (trzy kondygnacje użytkowe, podpiwniczenie i poddasze użytkowe), trójskrzydłowy, z dwoma ryzalitami frontowymi i jednym tylnym. Powstał on na planie zbliżonym do litery „E”. Zbudowany jest z cegły pełnej i jest otynkowany, natomiast obramienia drzwi wejściowych, balustrady balkonów, bazy i głowice kolumn wyrzeźbiono z piaskowca. Na elewacji frontowej znajdują się dwa ryzality z wejściami głównymi, a na nim po cztery lizeny z imitacją kolumn oraz attyka z imitacją pucharów. Nad wejściem, na pierwszym piętrze zamontowano balkony z kamiennymi balustradami. Do wejść głównych prowadzą schody. Dach budynku o konstrukcji drewnianej, pokryty dachówką ceramiczną, na froncie jest dwuspadowy, zaś w skrzydłach bocznych namiotowy
Wnętrze budynku zawiera dekoracje sztukatorskie klatek schodowych, kute balustrady i mozaiki na posadzkach. Część pomieszczeń gmachu Sądu Apelacyjnego wyposażonych jest w zabytkowe meble. We wnętrzach znajdują się dwie trójbiegowe klatki schodowe z kamienną balustradą. Układ wnętrz zachował się bez zmian.

## Historia
Budynek został ukończony prawdopodobnie w 1905 roku (pojawia się także inna data powstania – 1909 rok), wybudowany jako siedziba Zarządu Spółki Akcyjnej Hohenlohe Werke (niem. Zakłady Hohenlohego), w miejscu dwóch wcześniejszych, dwukondygnacyjnych budynków administracyjnych z połowy XIX wieku, uwiecznionych na litografii Ernesta Knippla z około 1840 roku. Z zachowanych informacji wynika, że obiekt zaczęto wznosić w 1906 roku – z dnia 23 stycznia 1906 roku pochodzi informacja, iż koncern Hohenlohe Werke planuje wybudować dla siebie budynek administracyjno-biurowy. Budowę obiektu ukończono prawdopodobnie w 1907 lub 1908 roku.
Kilka lat później, 22 marca 1910 roku do urzędu gminy w Wełnowcu wpłynęło pismo z prośbą o wydanie pozwolenia na niewielką rozbudowę gmachu, tj. dobudowę pomieszczeń od strony obecnej ulicy Cisowej. W latach międzywojennych budynek znajdował się przy ówczesnej ulicy Tadeusza Kościuszki, a w samym gmachu dalej swoją siedzibę miała, pod zmienioną nazwą, spółka Zakłady Hohenlohego Hohenlohe-Werke. W 1930 roku w środkowej części gmachu od tyłu zamurowano pięć okien, a powstały trzy duże, a w 1932 roku do południowej części gmachu dobudowano ubikacje.

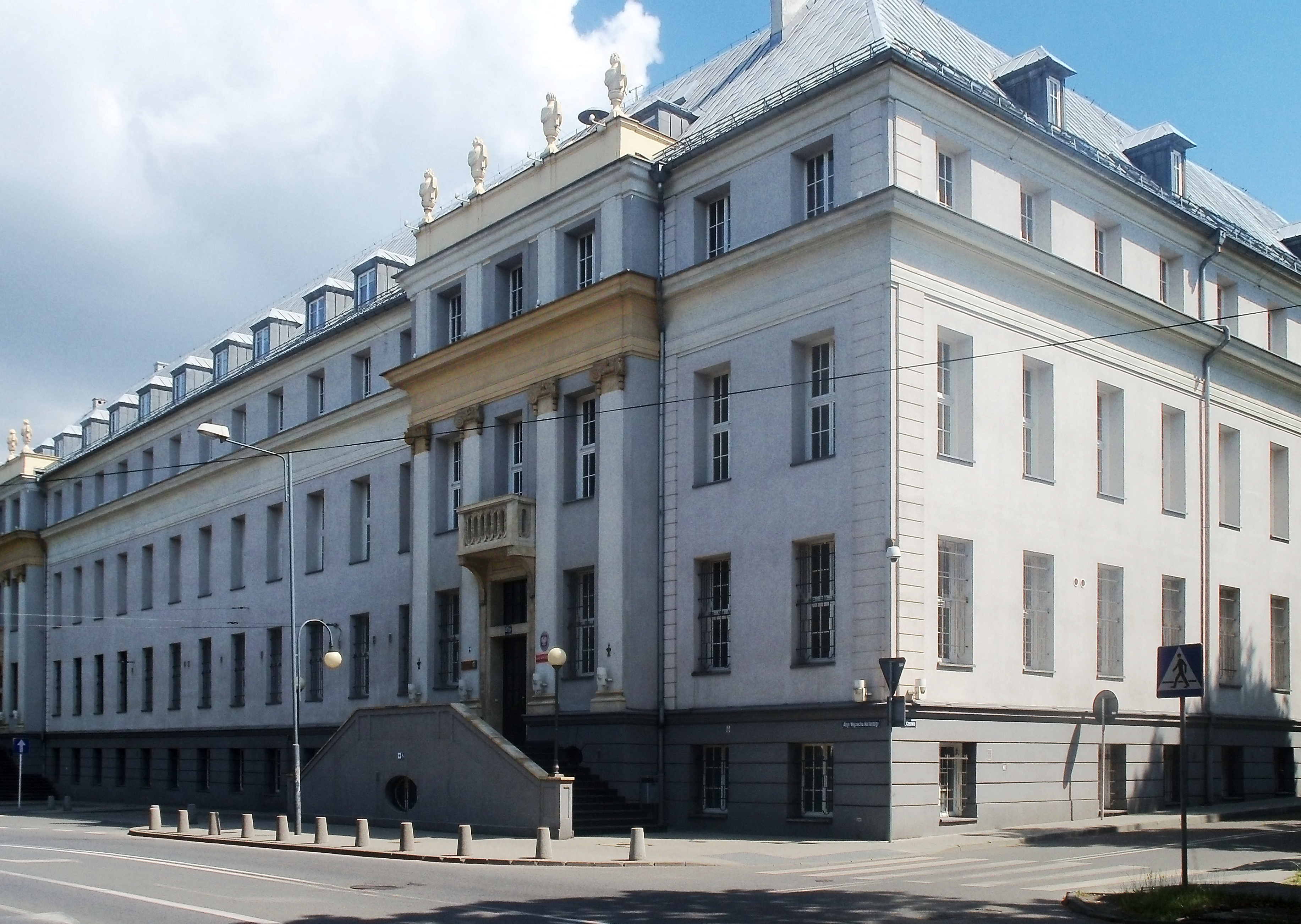
Gmach Sądu Apelacyjnego w 2011 roku – przed wymianą zadaszenia

Po II wojnie światowej gmach został znacjonalizowany, a swoją siedzibę miały tu instytucje górnicze: Węglokoks, Katowickiej Zjednoczenie Przedsiębiorstwa Węglowego, Gwarectwo Węglowe. W latach 60. XX wieku gmach uległ uszkodzeniom wskutek szkód górniczych powstałych z działalności kopalni Siemianowice. Remont budynku trwał w latach 1971–1972. Jako że zakres remontu był na tyle duży, przy obecnej alei W. Korfantego 117a wybudowano budynek pomocniczy, a pomiędzy nim a zabytkowym gmachem przewiązkę.
Dnia 15 lipca 1990 roku na mocy decyzji Miejskiej Rady Narodowej w Katowicach z 8 maja 1990 roku obiekt przekazano Sądowi Apelacyjnemu. Sąd funkcjonuje tu od 1 października 1990 roku. Dnia 15 grudnia 1997 roku gmach został wpisany do rejestru zabytków województwa katowickiego (nr rej.: A/1664/97), przeniesiony 23 października 2019 roku do rejestru zabytków województwa śląskiego (nr rej.: A/562/2019). Ochroną objęty jest cały budynek wraz ze schodami. W 2013 roku w budynku wymieniono zadaszenie budynku z blaszanego na ceramiczne, a także przeprowadzono renowację elementów z piaskowca w rejonie wejść głównych.